# Lieuron
Lieuron település Franciaországban, Ille-et-Vilaine megyében. Lakosainak száma 802 fő (2022. január 1.). Lieuron Lohéac, Pipriac, Guipry-Messac és Val d'Anast községekkel határos.

## Népesség
A település népességének változása:
| Lakosok száma | 555  | 526  | 505  | 644  | 783  | 789  | 785  | 777  | 787  | 802  |
|               | 1968 | 1982 | 1990 | 2006 | 2013 | 2015 | 2017 | 2019 | 2020 | 2022 |